# タン (フランス)
タン （フランス語：Thann、アルザス語：Tànn）は、フランス、グラン・テスト地域圏、オー＝ラン県のコミューン。

## 由来
ドイツ語でモミを意味するタンネ（Tanne）に由来する。タンの紋章にもモミの意匠が使われている。

## 地理
オー＝ラン県南部、ヴォージュ山脈の麓にある。テュール川がコミューン内を流れている。
小郡庁所在地で、周辺のコミューンを合わせて約3万人の都市圏を形成している。

## 交通
- 道路 - A35、A36
- 鉄道 - TERアルザス、ミュルーズ＝セルネ＝タン＝クリュト区間、タン駅

2010年12月より、ミュルーズ・トラムとつながるトラム・ミュルーズ＝ヴァレ・ド・ラ・テュールが開業する（fr）。

## 歴史

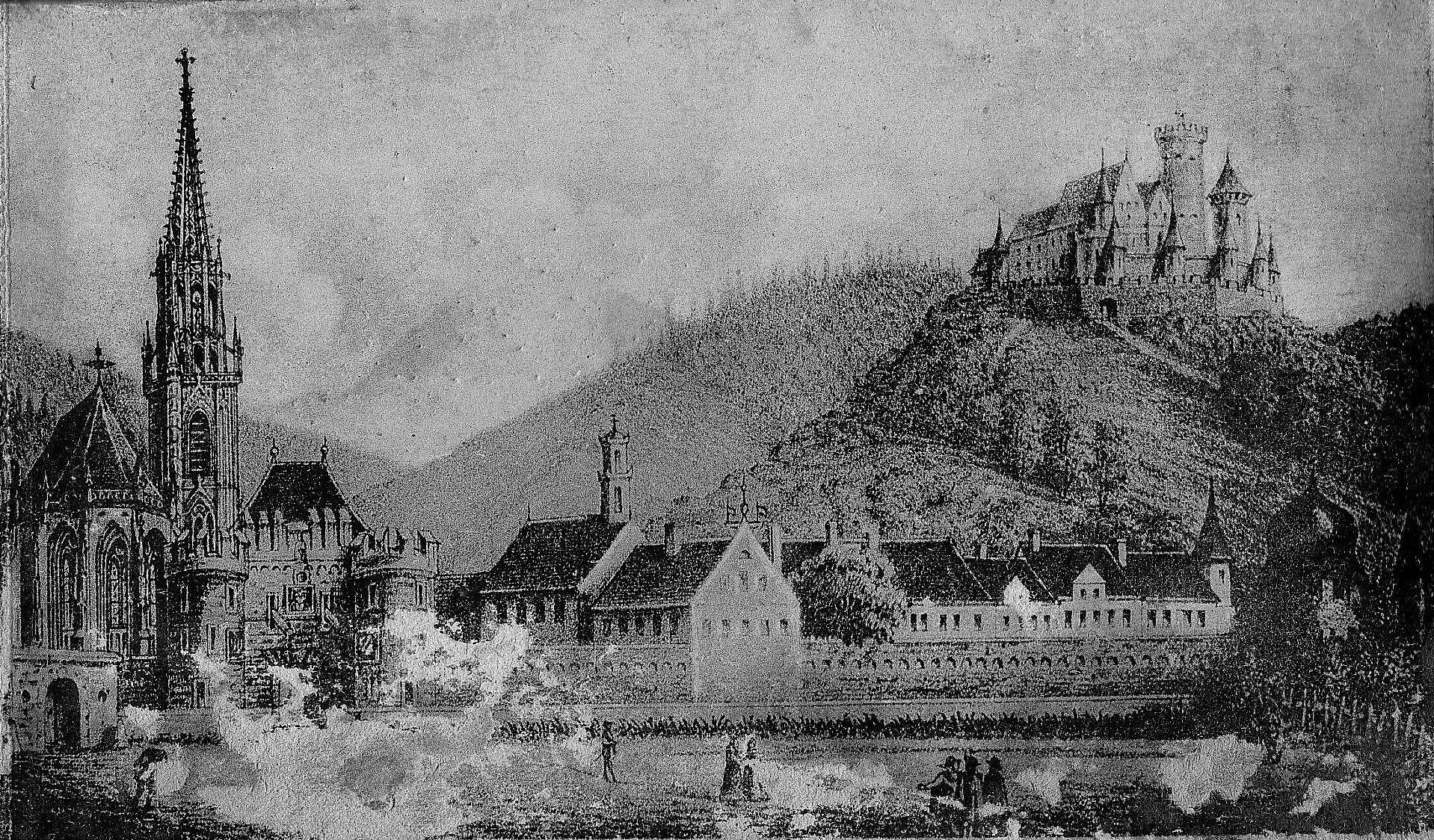
1600年代のタン

タンの名が初めて現れるのは1290年である。1360年代にハプスブルク家領のフォルダーエスターライヒ（de、スイス、アルザス、テリトワール・ド・ベルフォール、バーデン＝ヴュルテンベルク南部、シュヴァーベンを含んだ）の一部として、都市特権を授かった。三十年戦争が始まると、フランスに支持されてスウェーデン軍が侵攻した。スウェーデン軍は征服した土地をフランス王へ献上した。ヴェストファーレン条約によって、タンを含むスンドゴー地方（fr）は正式にフランス領となった。1659年、ルイ14世はタンを宰相ジュール・マザランへ授けた。称号であるタン・エ・ローズモン伯爵位（Comte de Thann et de Rosemont）は、現在モナコ大公が所持している。
19世紀から1960年代まで、タンではテキスタイル産業が盛んであった。その後染色作業に不可欠な化学工業が加わった。産業が盛んであったために国内でも早く、1839年にミュルーズとの間に鉄道が敷かれた。
1870年の普仏戦争でフランスが敗退し、タンを含むアルザスはドイツ帝国領となった。フランス国籍を望んだ一部の住民はタンを後にした。第一次世界大戦中の1914年にフランスに再度占領されたタンは、深刻な被害を受けずに、4年の間『自由アルザス』の首都となった。
現在のタンではサービス業と観光業が主であるが、ワイン作りも行われている。タン及びヴュー＝タンで作られるワインは、アルザス・グラン・クリュ・ランゲン（fr）としてAOCに指定されている。

## 史跡
- サン・ティエボー・ド・タン参事会教会 - アルザスを代表するゴシック建築。

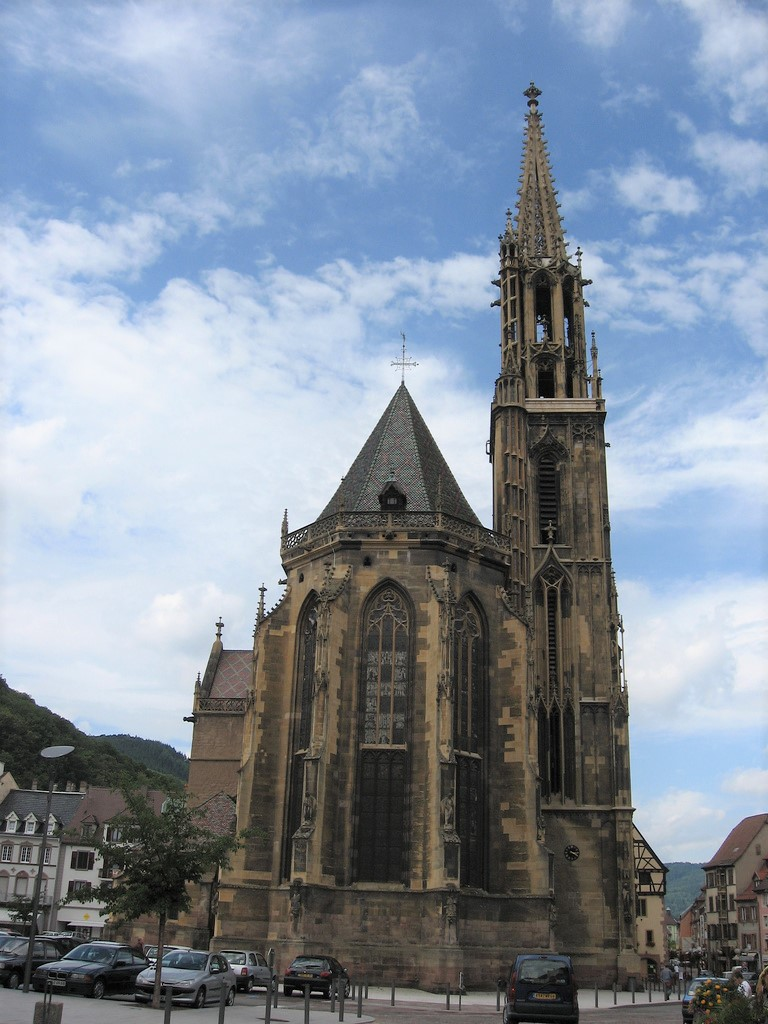
サン・ティエボー参事会教会
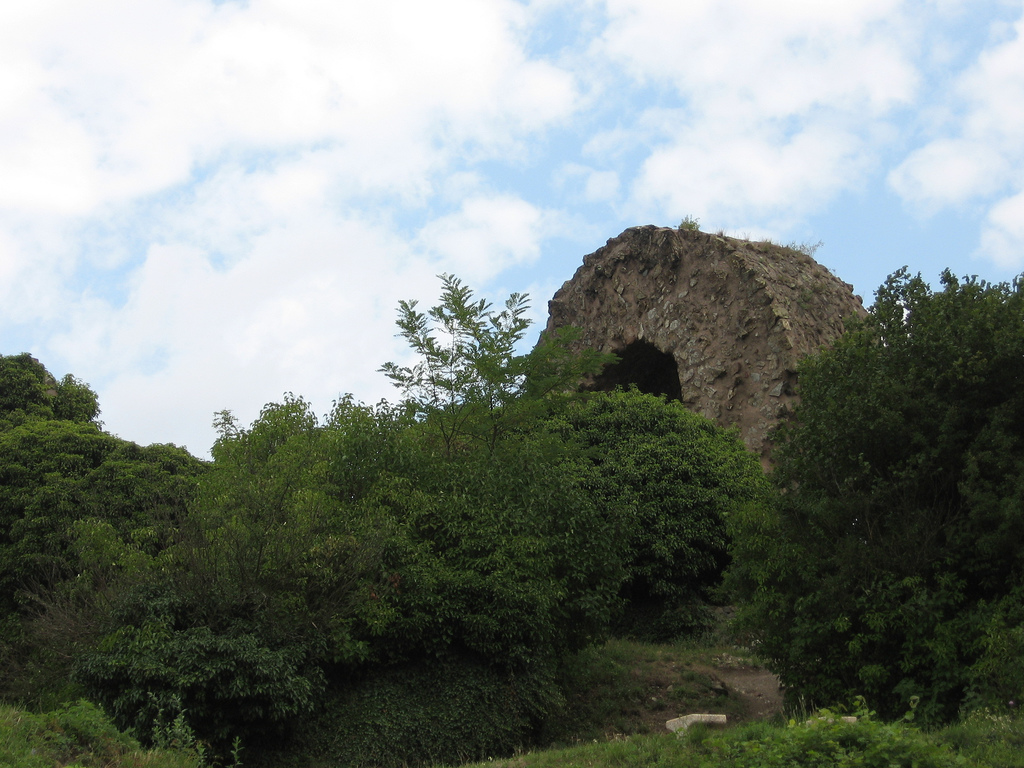
エンジュルブール城跡
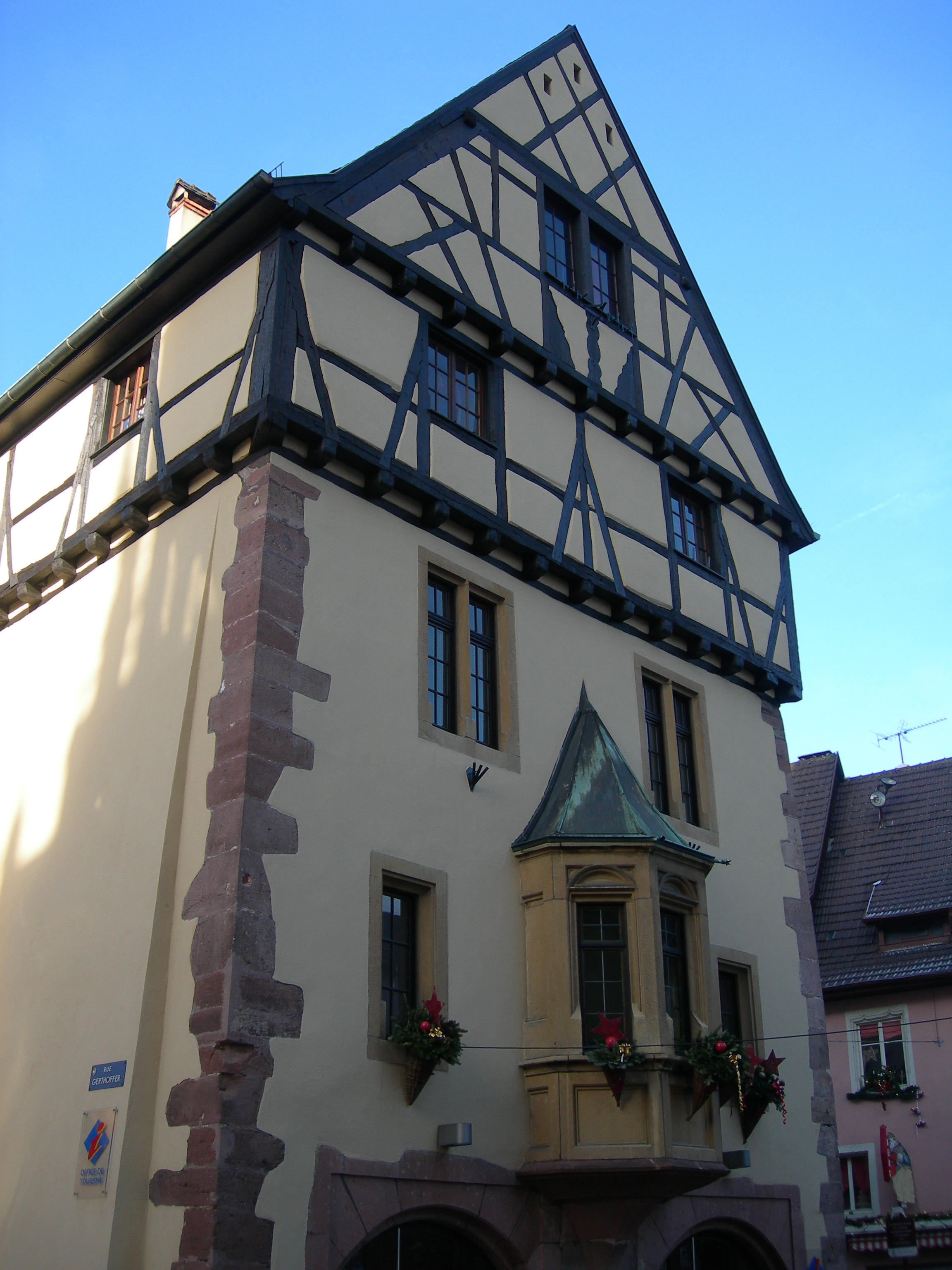
現在は観光事務所がある、ハーフティンバー様式の建物

## 姉妹都市
- グッビオ、イタリア
- トナン (ロット＝エ＝ガロンヌ県)、フランス
- バフィア、カメルーン